# 韦索纳

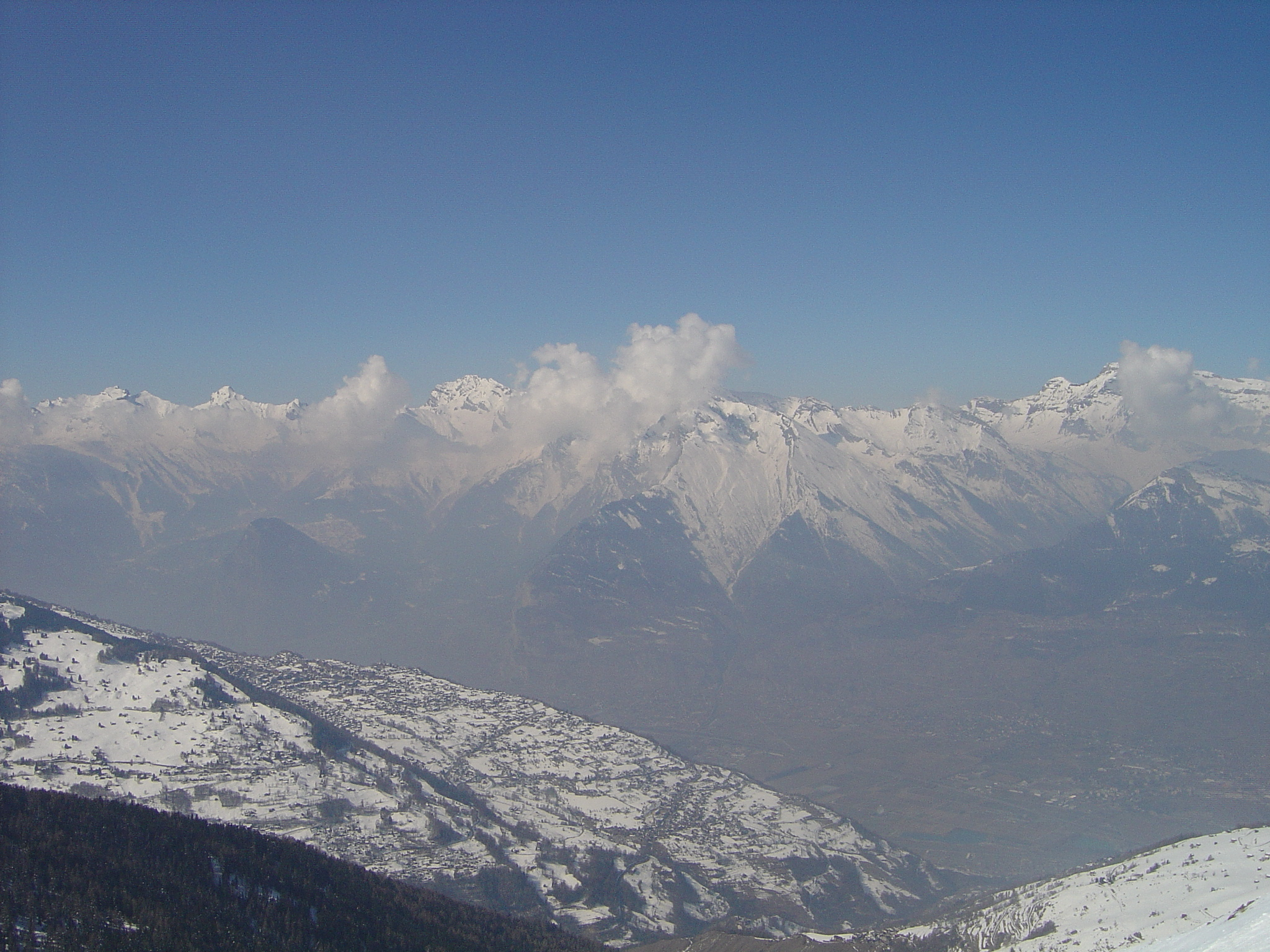

韦索纳（法語：Veysonnaz）是瑞士瓦萊州的市镇，位於該國南部，面積1.1平方公里，海拔高度1,233米，2011年人口565，八成半人口信奉羅馬天主教，人口密度每平方公里514人。

## 外部連結
- Veysonnaz Official Website （页面存档备份，存于） （法文）
- Veysonnaz Tourism Office （法文）